# (8230) Perona
(8230) Perona ist ein Asteroid des inneren Hauptgürtels. Der Himmelskörper wurde am 8. Oktober 1997 am italienischen Santa Lucia Stroncone-Observatorium (IAU-Code 589) bei Terni in Umbrien entdeckt. Unbestätigte Sichtungen des Asteroiden hatte es vorher schon im August 1980 (1980 PQ3) am Palomar-Observatorium in Kalifornien gegeben.
(8230) Perona wurde am 8. Dezember 1998 nach dem italienischen Bahnradsportler und Olympiasieger Renato Perona (1927–1984) benannt.